# Дравская бановина
Дравская банови́на (словен. Dravska banovina, сербохорв. Дравска бановина) — бановина в Королевстве Югославия в период с 1929 по 1939 год. Эта бановина занимала бо́льшую часть современной Словении и была названа в честь реки Дравы. Столицей Дравской бановины была Любляна.

## География
Дравская бановина была расположена в северо-западной части королевства, на территории современной Словении. На севере бановина граничила с Австрией, на востоке —  с Венгрией, на западе —  с Италией, на юго-востоке — с Савской бановиной.
Бановина получила своё название по реке Драва. Её административным центром считался город Любляна.

## История
В 1941 году, во время Второй мировой войны нацистская Германия, Италия и Венгрия разделили между собой территорию бановины. Отдельные районы Дравской бановины вошли в состав Независимого государства Хорватия.
После войны регион вошёл (был восстановлен) в СФРЮ в составе Социалистической республики Словения вместе с территориями в районе Триеста (Юлианская марка), отторгнутыми у Италии.

## Население
Религиозный состав населения 1931 году:
- православные — 6745
- римо-католики — 1 107 155
- евангельские христиане — 25 717
- другие христиане — 2665
- мусульмане — 927
- другие — 1089

## Баны
- Душан Сернец (9 октября 1929 — 4 декабря 1930)
- Драго Марушич (4 декабря 1930 — 8 февраля 1935)
- Динко Пуц[словен.] (8 февраля 1935 — 10 сентября 1935)
- Марко Натлачен (10 сентября 1935 — 17 апреля 1941)